# De Hoop (Oud-Zevenaar)

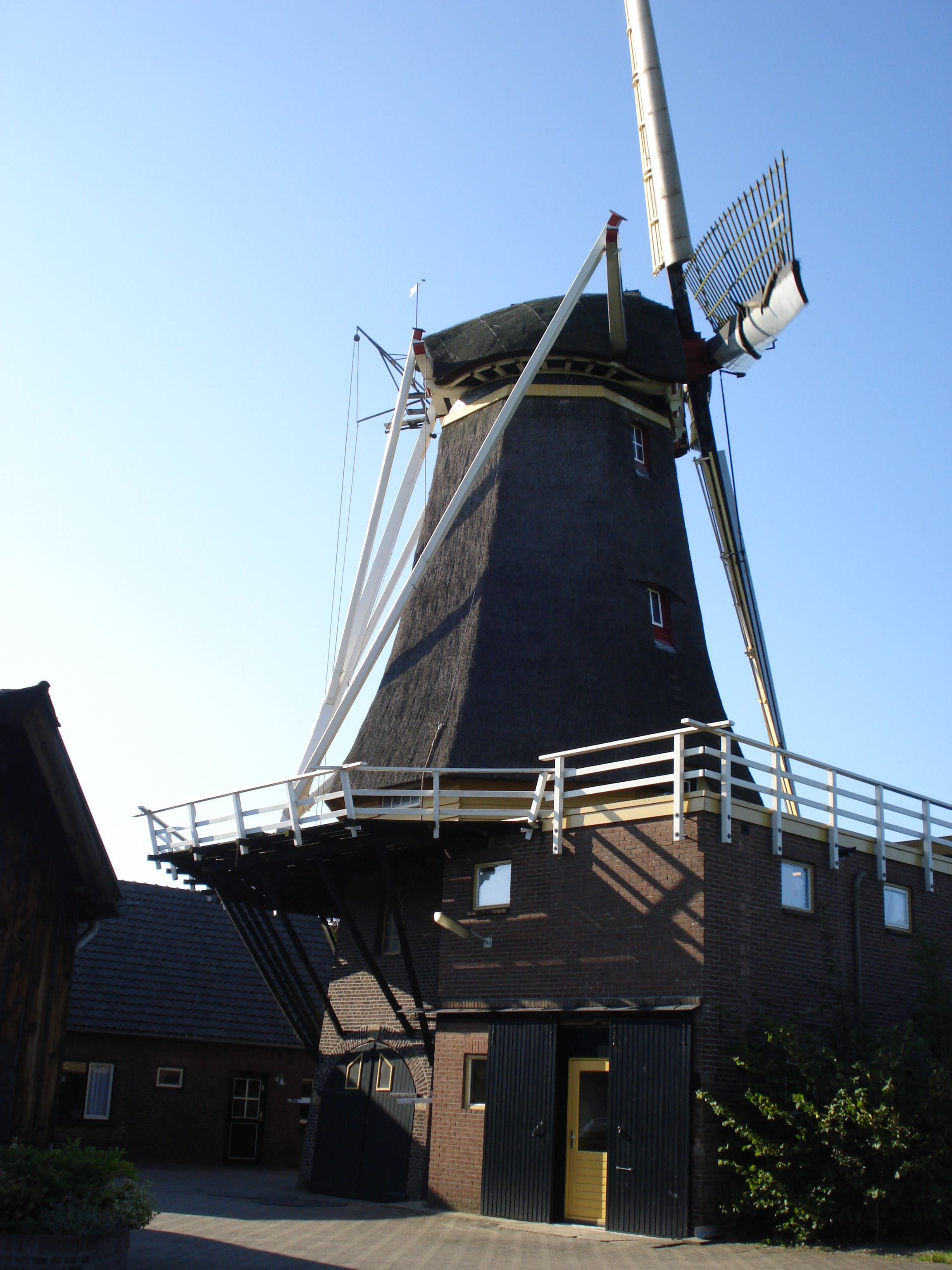
De Hoop

De Hoop (deutsch Die Hoffnung) ist eine Getreidemühle in Oud-Zevenaar in der niederländischen Provinz Gelderland.

## Geschichte
Die Mühle wurde 1850 durch H. B. Meyer errichtet und befindet sich seit 1852 im Besitz der Müller- und Bäckerfamilie Pijnappel, die um 1900 auch die Windmühlen von Babberich, Duiven, Klarenbeek, Ooij, Pannerden und Posterenk besaß.
Die Mühle verfügt seit ihrem Bau über eine angeschlossene Bäckerei. In der Vergangenheit diente sie auch als Bauernhof. Nach Jahren des Niedergangs wurde sie zwischen 1957 und 1963 restauriert. De Hoop steht unter Denkmalschutz (Rijksmonument).